# 瑞利-贝纳德对流
瑞利-贝纳德对流（Rayleigh–Bénard convection）泛指一类自然对流，这类对流常常发生在从底部加热的一层流体表面上。发生对流的流体在表面形成的、具有规则形状的对流单体叫做贝纳德原胞（Bénard cell）。因为在理论研究和实验上并具可行性，瑞利-贝纳德对流是被研究得最多的對流现象之一，而对流形成的图案也成为了在自组织的非線性系統中被测试得最细的一个例子，在物理学以及大气科学中被广泛用于各种环流和对流现象的研究中。
浮力和重力是形成瑞利-贝纳德对流的主要原因。位于底部的液体因为受热而密度较低，在其上浮过程中自发形成了规则的原胞图案。

## 物理过程

重力场中的对流原胞

瑞利-贝纳德对流的特征可以通过法国物理学家亨利·贝纳德在1900年完成的一个简单实验来观察。

### 对流形成
实验利用了夹在两层平行板之间的一层液体（例如水）。首先，令上下两板的温度一致；夹在两板之间的液体会趋向热力学平衡；此平衡也是渐进稳定的。接着，稍稍升高底部的温度将导致热量通过液体向上传导；系统开始出现热传导的结构，线性的温度梯度被建立起来。此时，微观的无序运动会自发地在宏观尺度上变得有序，形成具有一定特征相关长度的贝纳德原胞。

### 热传导特征

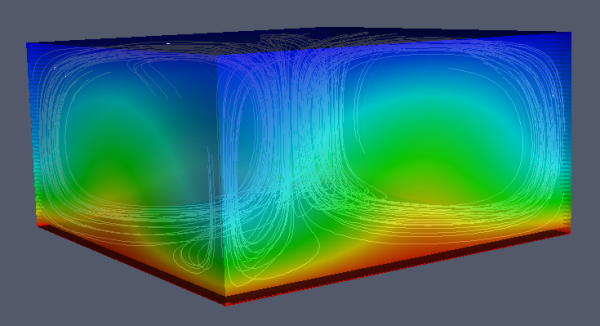
瑞利-贝纳德对流的电脑模拟

在瑞利-贝纳德对流中，对流原胞的旋转是稳定的，顺时针和逆时针的方向交替出现：这是自发对称破缺的一个实例。贝纳德原胞处于亚稳态，较小的扰动不会改变原胞的旋转，而较大的则会有影响。这也是某种形式的迟滞现象的表现。
另外在模拟的过程中也发现，微观层面上具有决定性的定律，在宏观层面上却造成了非决定性的结果。对初态进行微观层面上的扰动足以产生非决定性的宏观效应。某个微观扰动在宏观上产生的效应是无法计算的，这也是复杂系统（complex system）的特征之一（即蝴蝶效应）。如果进一步提升液体底部的温度，之前形成的湍流会变得混沌起来。
对流的贝纳德原胞趋向于形成规则的正六角棱柱，特别是在没有过分扰动的情况下；在某些实验条件下，原胞也会出现正四棱柱或螺旋状。
贝纳德原胞常出现在由表面张力驱动的对流中。一般来说，瑞利和皮尔森的分析（线性理论）的解导致了简并的出现。若考虑实际的系统，对流图案则取决于系统边界的形状。

## 瑞利-贝纳德不稳定性
由于液体的上表面和下表面之间有密度梯度，重力会使较冷的、密度较大的液体向下运动，而此运动会受到液体粘性阻尼的阻扰。两股作用力的平衡可以由一个无量纲的参数（瑞利数）来表示。此处的瑞利数定义如下：
{\displaystyle \mathrm {Ra} _{L}={\frac {g\beta }{\nu \alpha }}(T_{b}-T_{u})L^{3}}
其中
Tu 表示液体上表面的温度；
Tb 表示液体下表面的温度；
L 表示容器的高度；
g 表示重力加速度；
ν 表示黏度；
α 表示热扩散率；
β 表示热膨胀系数。
随着瑞利数的增大，重力在系统中的影响越大。系统在临界瑞利数1708时开始不稳定，出现对流原胞。
在某稳定系统中通过对线性化的方程进行微扰分析，可获得某些边界条件下的临界瑞利数。最简单情况的是两条自由的边界（即瑞利男爵在1916年解出的情况），得到的瑞利数 Ra = 27⁄4 π4 ≈ 657.51。对于刚性的底部和自由的顶部边界条件（对应着无盖的水壶），则有临界瑞利数 Ra = 1,100.65。

## 表面张力效应
若液体上表面与空气接触，浮力和表面张力也会参与对流图案的形成。由于馬倫哥尼效應，液体趋向于流向表面张力较强的区域。升高温度会降低液体的表面张力，导致液体从较热的区域流向较冷的区域。为了保持液面水平，较冷的液体将会下降，这也成为了对流原胞形成的驱动力之一。这一类由温度梯度驱动的特殊例子被称为热毛细对流（thermo-capillary convection）或贝纳德-马伦哥尼对流（Bénard–Marangoni convection）。

## 历史与命名
瑞利男爵是最早对瑞利-贝纳德对流进行成功的理论分析的科学家，他假设的边界条件是：在上下表面边界，流体速度在竖直方向上的分量为零，且没有温度干扰。这些假设令他的分析与亨利·贝纳德的实验相左。之后，皮尔森基于对表面张力的考虑，重新对贝纳德的实验进行了分析。虽然如此，现今用“瑞利-贝纳德对流”指代温度造成的效应，而用“贝纳德-马伦哥尼对流”指代表面张力造成的效应。Davis 和 Koschmieder 建议将瑞利-贝纳德对流正名为“皮尔森-贝纳德对流”。

## 延伸阅读
- Subrahmanyan Chandrasekhar (1982).  Hydrodynamic and Hydromagnetic Stability (Dover).  ISBN 0-486-64071-X
- P.G. Drazin and W.H. Reid (2004).  Hydrodynamic Stability, second edition (Cambridge University Press).
- A.V. Getling (1998).  Rayleigh-Bénard Convection:  Structures and Dynamics (World Scientific).  ISBN 9810226578
- E.L. Koschmieder (1993).  Bénard Cells and Taylor Vortices (Cambridge University Press).  ISBN 0-521-40204-2
- B. Saltzman (ed., 1962).  Selected Papers on the Theory of Thermal Convection, with Special Application to the Earth's Planetary Atmosphere (Dover).
- R. Kh. Zeytounian (2009).  Convection in Fluids:  A Rational Analysis and Asymptotic Modelling (Springer).